# Oleksandr Andrijevs'kyj
Oleksandr Petrovyč Andrijevs'kyj (in ucraino Олександр Петрович Андрієвський?; Charkiv, 25 giugno 1994) è un calciatore ucraino, centrocampista della Dinamo Kiev.

## Carriera

### Club
Ha esordito nella prima divisione ucraina con la maglia del Metalist. Nel 2014 viene ceduto in prestito all'Hirnyk-Sport, club di Perša Liha. Nel 2015 viene ingaggiato dalla Dinamo Kiev con cui vince campionato e coppa, pur disputando un solo incontro per competizione. Nelle stagioni seguenti viene ceduto in prestito prima al Čornomorec' poi allo Zorja. Nel 2018 torna alla Dinamo e vince la Supercoppa contro lo Šachtar, pur non scendendo in campo. Il 26 settembre 2020 segna il suo primo gol con la maglia della Dinamo, in occasione della vittoriosa trasferta per 4-0 sul campo del Mynaj in campionato.

### Nazionale
Dopo aver fatto la trafila nelle varie nazionali giovanili, il 10 novembre 2017 viene convocato per la prima volta in nazionale maggiore per disputare un'amichevole contro la Slovacchia.

## Statistiche

### Presenze e reti nei club
Statistiche aggiornate al 27 luglio 2022.
| Stagione           | Squadra            | Campionato         | Campionato | Campionato | Coppe nazionali | Coppe nazionali | Coppe nazionali | Coppe continentali | Coppe continentali | Coppe continentali | Altre coppe | Altre coppe | Altre coppe | Totale | Totale | Totale |
| Stagione           | Squadra            | Comp               | Pres       | Reti       | Comp            | Pres            | Reti            | Comp               | Pres               | Reti               | Comp        | Pres        | Reti        | Pres   | Reti   |        |
| ------------------ | ------------------ | ------------------ | ---------- | ---------- | --------------- | --------------- | --------------- | ------------------ | ------------------ | ------------------ | ----------- | ----------- | ----------- | ------ | ------ | ------ |
| 2011-2012          | Metalist           | PL                 | 1          | 0          | KU              | 0               | 0               |                    | -                  | -                  |             | -           | -           | 1      | 0      |        |
| 2012-2013          | Metalist           | PL                 | 1          | 0          | KU              | 0               | 0               |                    | -                  | -                  |             | -           | -           | 1      | 0      |        |
| 2013-2014          | Metalist           | PL                 | 0          | 0          | KU              | 0               | 0               |                    | -                  | -                  |             | -           | -           | 0      | 0      |        |
| Totale Metalist    | Totale Metalist    | Totale Metalist    | 2          | 0          |                 | 0               | 0               |                    | -                  | -                  |             | -           | -           | 2      | 0      |        |
| lug.-nov. 2014     | Hirnyk-Sport       | FL                 | 15         | 5          | KU              | 1               | 0               |                    | -                  | -                  |             | -           | -           | 16     | 5      |        |
| mar.-giu. 2015     | Dinamo Kiev        | PL                 | 1          | 0          | KU              | 1               | 0               | UEL                | 0                  | 0                  | SU          | -           | -           | 23     | 3      |        |
| 2016-2017          | Čornomorec'        | PL                 | 24         | 3          | KU              | 1               | 0               |                    | -                  | -                  |             | -           | -           | 25     | 3      |        |
| 2017-2018          | Zorja              | PL                 | 18         | 3          | KU              | 1               | 0               | -                  | -                  |                    | -           | -           | 19          | 3      |        |        |
| 2018-2019          | Dinamo Kiev        | PL                 | 12         | 0          | KU              | 1               | 0               | UCL+UEL            | 1+2                | 0                  | SU          | 0           | 0           | 16     | 0      |        |
| 2019-2020          | Dinamo Kiev        | PL                 | 7          | 0          | KU              | 3               | 0               | UCL                | 1                  | 0                  | SU          | 0           | 0           | 11     | 0      |        |
| 2020-2021          | Dinamo Kiev        | PL                 | 14         | 1          | KU              | 1               | 0               | UCL+UEL            | 5+3                | 0                  | SU          | 1           | 0           | 24     | 1      |        |
| 2021-2022          | Dinamo Kiev        | PL                 | 8          | 0          | KU              | 0               | 0               | UCL                | 2                  | 0                  | SU          | 1           | 0           | 11     | 0      |        |
| 2022-2023          | Dinamo Kiev        | PL                 | 0          | 0          | -               | -               | -               | UCL                | 1                  | 0                  | SU          | 0           | 0           | 1      | 0      |        |
| Totale Dinamo Kiev | Totale Dinamo Kiev | Totale Dinamo Kiev | 42         | 1          |                 | 6               | 0               |                    | 15                 | 0                  |             | 2           | 0           | 64     | 1      |        |
| Totale carriera    | Totale carriera    | Totale carriera    | 101        | 12         |                 | 9               | 0               |                    | 15                 | 0                  |             | 2           | 0           | 126    | 12     |        |

### Cronologia presenze e reti in nazionale
| Cronologia completa delle presenze e delle reti in nazionale ― Ucraina | Cronologia completa delle presenze e delle reti in nazionale ― Ucraina | Cronologia completa delle presenze e delle reti in nazionale ― Ucraina | Cronologia completa delle presenze e delle reti in nazionale ― Ucraina | Cronologia completa delle presenze e delle reti in nazionale ― Ucraina | Cronologia completa delle presenze e delle reti in nazionale ― Ucraina | Cronologia completa delle presenze e delle reti in nazionale ― Ucraina | Cronologia completa delle presenze e delle reti in nazionale ― Ucraina |
| Data                                                                   | Città                                                                  | In casa                                                                | Risultato                                                              | Ospiti                                                                 | Competizione                                                           | Reti                                                                   | Note                                                                   |
| ---------------------------------------------------------------------- | ---------------------------------------------------------------------- | ---------------------------------------------------------------------- | ---------------------------------------------------------------------- | ---------------------------------------------------------------------- | ---------------------------------------------------------------------- | ---------------------------------------------------------------------- | ---------------------------------------------------------------------- |
| 10-11-2017                                                             | Leopoli                                                                | Ucraina                                                                | 2 – 1                                                                  | Slovacchia                                                             | Amichevole                                                             | -                                                                      | 77’                                                                    |
| Totale                                                                 |                                                                        | Presenze                                                               | 1                                                                      |                                                                        | Reti                                                                   | 0                                                                      |                                                                        |

## Palmarès

### Club

#### Competizioni nazionali
- Campionato ucraino: 2

Dinamo Kiev: 2014-2015, 2020-2021
- Coppa d'Ucraina: 3

Dinamo Kiev: 2014-2015, 2019-2020, 2020-2021
- Supercoppa d'Ucraina: 3

Dinamo Kiev: 2018, 2019, 2020